# Slag bij Paardeberg
De Slag bij Paardeberg of Perdeberg ("Paardenberg") was een actie tijdens de Tweede Boerenoorlog. Er werd gevochten bij Paardebergrif aan de oevers van de Modderrivier in Oranje Vrijstaat. Deze actie vond plaats van 18 tot 27 februari 1900 over een slagveld van 15 kilometer. Zondag 18 februari 1900 wordt ook wel de Bloedige Zondag genoemd vanwege de vele doden.

## Geschiedenis

### Vooraf
De Brit Lord Methuen trok in november 1899 de spoorlijn op met als doel de door de Boeren belegerde steden Kimberley en Mafeking te ontzetten. Op dit front werden acties gevochten bij Graspan, Belmont en Modderrivier voordat de opmars twee maanden lang werd stilgelegd na de Britse nederlaag in de Slag bij Magersfontein.
In februari 1900 nam veldmaarschalk Lord Roberts persoonlijk het bevel op zich van een aanzienlijk versterkt Brits offensief met 40.000 militairen en 120 kanonnen.
Om te voorkomen dat hij omsingeld zou worden trok het leger van Afrikaner-generaal Piet Cronjé zich terug van zijn verschanste stelling bij Magersfontein in de richting van de eigen hoofdstad Bloemfontein. Zijn communicatielijnen waren onderbroken door generaal-majoor John French, wiens cavalerie kort voordien Kimberley had ontzet. De terugtrekkende Boeren, onder leiding van Piet Cronjé, zo'n vierduizend in totaal met een onbekend aantal agterryers (zwarte helpers) kregen geen kans om de Modderrivier over te trekken. Ze kwamen vast te zitten in Paardeberg, waar zij zich verschransten en omsingeld werden door Brits en Canadese troepen. 
De Boeren hadden geen kans uit de omsingeling te breken; op lange termijn was hun positie kansloos. De Brits/Canadese troepen waren er relatief slecht aan toe: na de opmars hadden zij behoefte aan water, voedsel en rust. De Brits/Canadese generaals wilden de omsingeling completeren, de Boeren met artillerie beschieten en wachten tot de Boeren zich zouden overgeven.

### De slag
De Britse generaal Lord Kitchener vond dat allemaal te langzaam en vroeg de zieke veldmaarschalk Roberts om hem het commando te geven. Toen hij dat had begon hij de slag met een rechtstreekse aanval op de Boeren-loopgraven. Het terrein liep langzaam af naar de stellingen van de Boeren waarbij de laatste 800 meter geen enkele dekking boden. De Highland Brigade en het 2e Bataljon van het Royal Canadian Regiment, beide infanterie, leidden deze aanval. 
Voor Cronjé en zijn troepen was het prijsschieten. Het vuren ging door tot na zonsondergang, toen de Britten zich konden terugtrekken. Een van de kolonels concludeerde toen hij de orders om aan te vallen zag dat deze duidelijk door een gevaarlijke gek gegeven waren: hij selecteerde enkele tientallen van zijn mannen en leidde de aanval persoonlijk. Even later was hij dood, maar de rest van zijn eenheid was gered. Veel van de andere eenheden hadden minder geluk met hun officieren en zetten volledig in op de aanval. Gecombineerd met andere aanvallen langs de linies kwamen zij op een totaal verlies van meer dan duizend man, waarvan meer dan driehonderd doden. Dit was het grootste verlies aan manschappen op één dag van het leger van het Britse Rijk (Bloedige Zondag). 
Tactisch had de aanval slechts één duidelijk resultaat. Om de aanval zo massief mogelijk in te zetten had Kitchener de omsingeling verzwakt. Dit gaf de Boeren-leider De Wet (met enkele honderden volgelingen) de kans om een tactisch belangrijke heuvel (Kitchener's Kopje) in te nemen, en zo de omsingeling te breken: op zijn beurt gaf dit Cronjé de gelegenheid om zijn strijdkrachten te laten ontsnappen. Hoewel De Wet de heuvel meer dan een dag vasthield weigerde Cronjé om zijn positie te verlaten; minder dan honderd Boeren ontsnapten zo.
Na deze eerste dag nam Roberts het commando op zich. Hoewel hij geneigd was de aanval voort te zetten was hij de hele dag druk om met de Boeren te onderhandelen over de gewonden. Vervolgens besloot Roberts om de omsingeling op te geven en zich terug te trekken, maar voordat hij dat kon doen concludeerde De Wet dat Cronjé niet zou komen en trok zich terug. Toen was de omsingeling plots weer compleet. Met de Boeren ingesloten, gaf Roberts zijn troepen orders zelf ook loopgraven aan te leggen en de vijandelijke loopgraven onder vuur te blijven nemen met kanonnen. Dit bombardement duurde negen dagen. Op 27 februari, na een verwarde nachtaanval, gaven de ongeveer vierduizend overlevende Boeren zich over. Zij werden gevangen genomen en afgevoerd naar het eiland Sint-Helena. 

### Na afloop
Deze capitulatie betekende het omslagpunt in de oorlog, ook al heeft de guerrilla-oorlog nog tot 1902 geduurd. Pas op 31 mei 1902 werd het Verdrag van Vereeniging getekend en dit betekende het einde van de Boerenrepublieken Transvaal en Oranje Vrijstaat.
Kraaipan · Kimberley · Talana Hill · Elandslaagte · Ladysmith (Slag) · Ladysmith (Beleg) · Belmont · Graspan · Modderivier · Stormberg · Magersfontein · Colenso · Spionkop · Vaalkrans · Paardeberg · Boven Tugela · Ladysmith (ontzet) · Poplar Grove · Driefontein · Slag bij Sannaspos · Boshof · Mafeking · Doornkop · Fabersput · Diamond Hill · Witpoort · Elandsrivier (1) · Bergendal · Bothaville · Rhenosterkop · Leliefontein · Nooitgedacht · Helvetia · Middelfontein · Hartbeesfontein · Groenkloof · Duivelskloof · Elandsrivier (2) · Bloedrivierpoort · Bakenlaagte · Groenkop · Tweebosch · Hartrivier · Rooiwal